# Szerecsenmakákó
A szerecsenmakákó (Macaca maura) a cerkóffélék családjába (Cercopithecidae), azon belül pedig a cerkófmajomformák alcsaládjába (Cercopithecinae) tartozó faj.

## Előfordulása
Az Indonéziához tartozó Celebesz-szigetén honos. A szigetnek csak a délnyugati részén fordul elő.

## Megjelenése
A szerecsenmakákó szőre sötétbarna vagy sötétszürke. A többi Celebeszen élő fajtól fő elkülönítő bélyege, hogy nincs szőrcsomüból álló üstök a fején.
Testhossza 60–70 cm, farka nagyon rövid. a súlyosabb hímek testtömege elérheti a 10 kg-ot, a nőstények valamivel könnyebbek.
|  |

## Életmódja
Nappali életmódú esőerdőlakó majmok. Táplálékkeresés és alvás céljából sokat tartózkodnak a fákon, de sok időt töltenek a talajon is. 
Celebesz szigetén nem élnek rájuk vadászó emlős ragadozók, így viszonylag biztonságban vannak a talajon is és idejük akár 60%-át is ott tölthetik.
5-15 egyedből álló csoportokban élnek. A kisebb csoportokban csak egy hím van, a nagyobbakban több is lehet.
A fiatal hímek ivarérettségük elérése után szülőcsoportjuk elhagyására kényszerülnek, és sokszor több évre is egynemű fiúcsapatokat alkotnak.
Az egyedek jellegzetes grimaszolással kommunikálnak egymással.
A szerecsenmakákók virágokkal, gyümölcsökkel, hajtásokkal, rügyekkel, diófélékkel táplálkoznak, de elfogyasztják a levelek között talált rovarokat és madártojásokat is.

## Szaporodása
A nőstény 160-186 napig tartó vemhessége után, többnyire egyetlen kölyköt hoz a világra. Az ellések az esős időszakra esnek, amikor több a táplálék. Az anya kölykét több mint egy évig szoptatja és a fiatal állat három-négy év múlva lesz ivarérett. A nőstények többnyire szülőcsoportjukban maradnak életük végéig.
Élettartama vadon 20 év körül van, fogságban 30 évig is elélhet.

## Rokon fajok

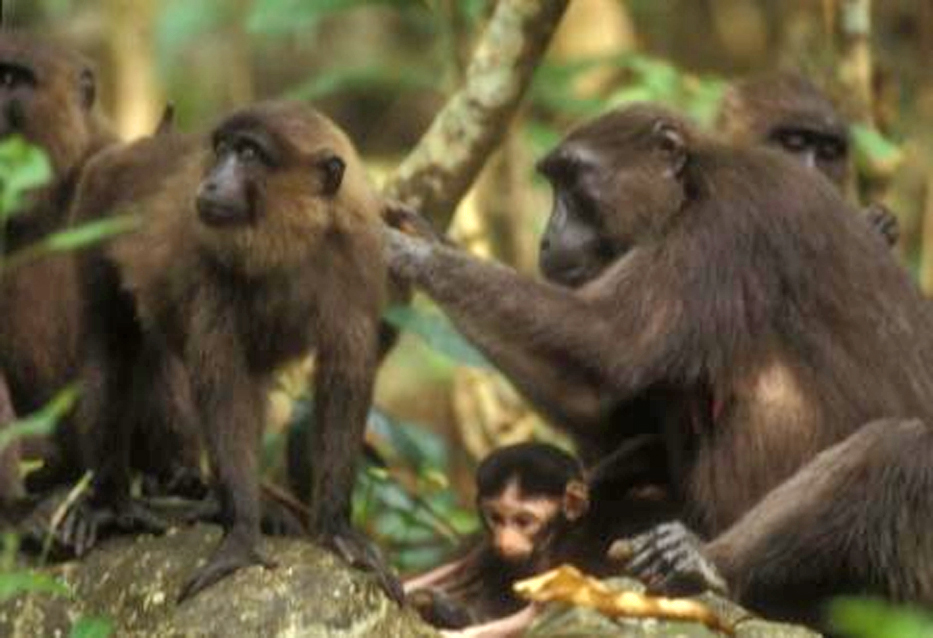
Szerecsenmakákók egy csoportja

A szerecsenmakákó legközelebbi rokona az üstökös makákó.
Celebesz szigete, ahol az a faj is él, rendkívül szabdalt, úgy néz ki, mintha sok félszigetet kapcsoltak volna össze. A szigeten több, egymástól földrajzilag elkülönült makákó faj él.
Rendszertani besorolásuk sokáig tudományos viták tárgya volt, végül a szakemberek megegyeztek abban, hogy mind közeli rokonai az emsemakákónak.
Az emsemakákó-szerű ősök minden bizonnyal Borneó felől hatoltak be Celebeszre, egy korábbi földtörténeti időszakban, amikor még meglevő keskeny földhíd kötötte össze a két nagy szigetet.

## Természetvádelmi helyzete
A szerecsenmakákót igen erősen vadásszák őshazájában, részben mert a kertekben és földeken károkat okoz, részben mert húsa ínyencfalatnak számít. A legnagyobb veszélyt azonban a fokozódó erdőirtás jelenti számukra.
Becslések szerint nagyjából 1000 egyede élhet még vadon, több elkülönült populációban. A faj státusza a Természetvédelmi Világszövetség szerint „veszélyeztetett” (végveszélyben).
A fajt megmentése érdekében tenyészprogram keretében szaporítják. 
Állatkertekben nem túl gyakori, Magyarországon jelenleg sehol sem tartják.
Az IUCN a veszélyeztetett fajok közé sorolja a szerecsenmakákót.

## Fordítás
- Ez a szócikk részben vagy egészben  a   Mohrenmakak című német Wikipédia-szócikk fordításán alapul.  Az eredeti cikk szerkesztőit annak laptörténete sorolja fel. Ez a jelzés csupán a megfogalmazás eredetét és a szerzői jogokat jelzi, nem szolgál a cikkben szereplő információk forrásmegjelöléseként.